# Hermonassa stenochoria
Hermonassa stenochoria är en fjärilsart som beskrevs av Charles Boursin. Hermonassa stenochoria ingår i släktet Hermonassa och familjen nattflyn. Inga underarter finns listade i Catalogue of Life.